# William Cavendish, 4.º Duque de Devonshire
William Cavendish, 4.º Duque de Devonshire, KG, PC (8 de maio de 1720 – Spa, Países Baixos Austríacos, 2 de outubro de 1764), foi um político britânico whig e primeiro-ministro da Grã-Bretanha entre 1756 e 1757.
Foi eleito para o Parlamento em 1741, e em 1751, foi para a Casa dos Lordes, quando tornou-se Barão Cavendish de Hardwick. Em 1756, torna-se Primeiro Lorde do Tesouro, o que na prática, o tornava primeiro-ministro.

## Início da carreira: 1746-1756
A Guerra dos Sete Anos estava indo mal para a Grã-Bretanha sob a liderança do Duque de Newcastle e quando ele renunciou em outubro de 1756, George II finalmente pediu a Devonshire para formar uma administração. Devonshire aceitou com a condição de que seu mandato durasse apenas até o final da sessão parlamentar. Devonshire acreditava que seu dever para com o rei exigia uma administração capaz de levar a cabo a guerra com sucesso.

## Primeiro Ministro: 1756–1757
Devonshire recebeu a Jarreteira e foi nomeado primeiro lorde do tesouro (a maioria dos historiadores o considera primeiro-ministro durante esse serviço) em novembro de 1756, e ele serviu como primeiro lorde até maio de 1757 em uma administração efetivamente dirigida por William Pitt. A administração de Devonshire garantiu mais dinheiro para a guerra, tropas foram enviadas para a América e uma Lei de Milícia foi aprovada.
O governo acabou sendo derrubado por uma série de razões, incluindo a oposição de George II e a alegada má gestão do julgamento e execução do almirante John Byng. Foi substituído pelo ministério Pitt – Newcastle chefiado pelo duque de Newcastle e incluindo Pitt, Henry Fox e o John Russell, 4o Duque de Bedford. Este governo conduziu a Grã-Bretanha durante a maior parte da Guerra dos Sete Anos, levando o país à vitória final.

## Lord Chamberlain: 1757–1762
Devonshire era Lord Chamberlain no governo de Newcastle (com uma cadeira no gabinete interno) e suas relações com ele eram próximas. Jorge II morreu em outubro de 1760 e foi sucedido por seu neto Jorge III , que suspeitava de Devonshire e Newcastle. Quando Newcastle renunciou em maio de 1762, Devonshire disse que raramente comparecia aos Conselhos de Lord Bute. Quando, em outubro, George III solicitou que comparecesse a uma reunião do gabinete em termos de paz, Devonshire recusou, alegando que não tinha conhecimento adequado do assunto. Em 28 de outubro, viajando de Kew para Londres, o rei ultrapassou Devonshire e a carruagem de Newcastle acreditando que os dois duques estavam conspirando e que Devonshire viria apresentar sua renúncia. Na verdade, ele estava de passagem por Londres para Chatsworth e viera dar sua licença ao rei. Quando Devonshire chegou, George III se recusou a vê-lo, como ele escreveu mais tarde:
"Encomendei a página para dizer a ele que não o veria, na qual ele pediu que me perguntasse com quem ele deveria deixar sua varinha ... Eu disse que ele receberia minhas ordens ... Sobre a partida do Duque de Devonshire, ele disse para a página, Deus te abençoe, vai demorar muito até que você me veja aqui novamente
Em uma reunião do Conselho Privado quatro dias depois, o rei eliminou pessoalmente o nome de Devonshire da lista de Conselheiros Privados. Na opinião de um de seus biógrafos, John Brooke, "Poucas coisas na longa vida do Rei George III o mostram sob uma luz tão pobre".

## Últimos anos: 1762-1764
Devonshire renunciou ao Lorde Tenente de Derbyshire em solidariedade a Newcastle e Rockingham quando foram demitidos de seus Lordes Tenentes.
Por muito tempo ele teve uma constituição fraca e gradualmente foi ficando mais doente durante esses anos. Ele acabou morrendo na Holanda austríaca, onde foi tomar banho em Spa. Sua morte foi uma grande perda política para seus aliados, os magnatas Whig como o Duque de Newcastle. Morrendo com 44 anos e 147 dias de idade, ele continua sendo o primeiro-ministro britânico de vida mais curta. Devonshire foi enterrado na Catedral de Derby.